# إرنست كوري
إرنست كوري (بالإنجليزية: Ernest Albert Corey)‏ هو عسكري أسترالي، ولد في 20 ديسمبر 1892 في نيوساوث ويلز في أستراليا، وتوفي في 25 أغسطس 1972 في كانبرا في أستراليا.